# Condado de Faulk
El condado de Faulk (en inglés: Faulk County, South Dakota), fundado en 1873,  es uno de los 66 condados en el estado estadounidense de Dakota del Sur. En el 2000 el condado tenía una población de 2640 habitantes en una densidad poblacional de 1 personas por km². La sede del condado es Faulkton.

## Geografía
Según la Oficina del Censo, el condado tiene un área total de 2605 km² (1005,8 mi²), de la cual 2590 km² (1000,0 mi²) es tierra y 14 km² (5,4 mi²) es agua.

### Condados adyacentes
- Condado de Edmunds - norte
- Condado de Spink - este
- Condado de Hand - sur
- Condado de Hyde - suroeste
- Condado de Potter - oeste

## Demografía
En el 2000 la renta per cápita promedia del condado era de $30 237, y el ingreso promedio para una familia era de $34 508. El ingreso per cápita para el condado era de $14 660. En 2000 los hombres tenían un ingreso per cápita de $25 085 versus $16 346 para las mujeres. Alrededor del 18.10% de la población estaba bajo el umbral de pobreza nacional.
| 1910 | 1920 | 1930 | 1940 | 1950 | 1960 | 1970 | 1980 | 1990 | 2000 | Est. 2008 |
| ---- | ---- | ---- | ---- | ---- | ---- | ---- | ---- | ---- | ---- | --------- |
| 3547 | 6716 | 6442 | 5168 | 4752 | 4397 | 3893 | 3327 | 2744 | 2640 | 2255      |

## Ciudades y pueblos
- Chelsea
- Cresbard
- Faulkton
- Norbeck
- Onaka
- Orient
- Rockham
- Seneca
- Wecota
- Zell
- Pulaski
- Southwest Faulk

### Municipios
| - Municipio de Arcade - Municipio de Bryant - Municipio de Centerville - Municipio de Clark - Municipio de Devoe - Municipio de Ellisville - Municipio de Emerson - Municipio de Enterprise - Municipio de Fairview - Municipio de Freedom - Municipio de Hillsdale - Municipio de Irving | - Municipio de Lafoon - Municipio de Myron - Municipio de O'Neil - Municipio de Orient - Municipio de Pioneer - Municipio de Saratoga - Municipio de Sherman - Municipio de Tamworth - Municipio de Union - Municipio de Wesley - Municipio de Zell |

## Mayores autopistas
- Carretera de U.S. 212
- Carretera Dakota del Sur 20
- Carretera Dakota del Sur 45
- Carretera Dakota del Sur 47